# Pully
Pully é uma comuna da Suíça, situada no distrito do Lavaux-Oron, no cantão de Vaud. Tem 5,84 km² de área e sua população em 2018 foi estimada em 18.313 habitantes.